# Copa del Mundo de Ciclismo de 2003
La Copa del Mundo de Ciclismo en el año 2003 tuvo los siguientes resultados:

## Calendario
| Prueba                   | Fecha         | Vencedor            | Equipo del vencedor  |
| ------------------------ | ------------- | ------------------- | -------------------- |
| Milán-San Remo           | 22 de marzo   | Paolo Bettini       | Quick Step-Davitamon |
| Tour de Flandes          | 6 de abril    | Peter Van Petegem   | Lotto-Domo           |
| París-Roubaix            | 13 de abril   | Peter Van Petegem   | Lotto-Domo           |
| Amstel Gold Race         | 20 de abril   | Aleksandr Vinokúrov | Telekom              |
| Lieja-Bastoña-Lieja      | 27 de abril   | Tyler Hamilton      | CSC                  |
| HEW Cyclassics           | 3 de agosto   | Paolo Bettini       | Quick Step-Davitamon |
| Clásica de San Sebastián | 9 de agosto   | Paolo Bettini       | Quick Step-Davitamon |
| Campeonato de Zúrich     | 17 de agosto  | Daniele Nardello    | Telekom              |
| París-Tours              | 5 de octubre  | Erik Zabel          | Telekom              |
| Giro de Lombardía        | 18 de octubre | Michele Bartoli     | Fassa Bortolo        |

## Clasificación
| Posicisón | Ciclista          | Equipo               | Puntos |
| --------- | ----------------- | -------------------- | ------ |
|           | Paolo Bettini     | Quick Step-Davitamon | 365    |
| 2         | Michael Boogerd   | Rabobank             | 220    |
| 3         | Peter Van Petegem | Lotto-Domo           | 219    |
| 4         | Davide Rebellin   | Gerolsteiner         | 187    |
| 5         | Erik Zabel        | Telekom              | 186    |
| 6         | Danilo Di Luca    | Saeco                | 140    |
| 7         | Mirko Celestino   | Saeco                | 139    |
| 8         | Michele Bartoli   | Fassa Bortolo        | 124    |
| 9         | Daniele Nardello  | Telekom              | 124    |
| 10        | Stuart O'Grady    | Crédit Agricole      | 124    |

## Clasificación por equipos
| Posición | Equipo               | Puntos |
| -------- | -------------------- | ------ |
| 1        | Saeco                | 79     |
| 2        | Quick Step-Davitamon | 72     |
| 3        | Alessio              | 47     |